# Alet-les-Bains
Alet-les-Bains ist eine französische Gemeinde im Département Aude in der Region Okzitanien. Sie gehört zum Kanton La Région Limouxine und zum Arrondissement Limoux.

## Geografie
Der südfranzösische Kurort mit 384 Einwohnern (Stand 1. Januar 2022) liegt in der natürlichen Landschaft Razès im Tal der Aude, fünf Kilometer  südlich von Limoux und rund 25 Kilometer südlich von Carcassonne. Auf beiden Seiten der Aude und des Dorfes steigen die Berge bis auf eine Höhe von mehr als 700 Meter über dem Meeresspiegel.
Die Gemeinde liegt an der Bahnlinie von Carcassonne nach Rivesaltes.

## Geschichte
Die genauen Ursprünge der Abtei Sainte-Marie sind unbekannt, vermutlich geht sie auf das 8. Jahrhundert zurück. Nach einer gefälschten Urkunde wurde sie von Berà, Vicomte von Razès gegründet. Im 12. Jahrhundert gewann sie an Einfluss und zog viele Pilger an. Isoliert im Land der Katharer, wurde der Ort von Pons Amiel, Abt von 1167 bis 1197, mit einer Mauer und vier Stadttoren, die noch heute sichtbar sind, befestigt. Zwar machte das Domkapitel nach Amiel Bernards Tod Saint-Ferreol zum Nachfolger, doch wurde dieser vom Katharer Bertrand de Saissac, Vormund des Vicomte Raimund-Roger Trencavel, alsbald verdrängt. Letzterer drang gewaltsam in das Kloster ein, wobei einige Mönche umkamen. Dann ließ er seinen Vorgänger Bernard Saint-Ferreol in den Kerker werfen und Pons Amiel exhumieren. Den Leichnam platzierte er auf den Stuhl des Abts und unter dem Vorsitz einer Leiche ließ er sich in einer makaberen Szene zum Abt Boson, Günstling der Katharer, küren. Berengar von Barcelona, Erzbischof von Narbonne, billigte diese Wahl nach Erhalt einer Geldsumme in unbekannter Höhe. Boson wurde erst 1222 verjagt, als Alet unter die Herrschaft der Grafschaft Foix kam.
Auch um dem Kampf gegen die Katharer mehr Nachdruck zu verleihen, wurde die Abtei im Jahre 1318 zum Bistum erhoben (→ Bistum Alet). Dieses hatte bis zur Französischen Revolution Bestand. Die Diözese umfasste 80 Pfarreien und erstreckte sich bis nach Formiguères und Saint-Paul-de-Fenouillet.
Unter dem Episkopat von Antoine de Dax brandschatzten die Hugenotten während der Hugenottenkriege im 16. Jahrhundert den bischöflichen Palast und die Abtei. Zwar hätte Bischof Nicolas Pavillon, ehemaliger Schüler von Vincent de Paul und Fürsprecher der Armen, im 17. Jahrhundert die Mittel gehabt, um die entstandenen Schäden zu beseitigen, doch verwarf er dieses Ansinnen, da er sich vor dem Urteil der Bedürftigen fürchtete, die ebenfalls ihren Teil aus der Kollekte forderten. Allerdings verdankte Alet Bischof Pavillon die 1662 erstellte Brücke über die Aude und ein ausgeklügeltes Bewässerungssystem. Auch gründete Pavillon das Lehrerinnenseminar Dames Régentes.  Den Dames Régentes kam die Aufgabe zu, Mädchen in Religion und anderem zu unterrichten.
Ende des 18. Jahrhunderts eröffnete Charles de la Cropte, der letzte Bischof von Alet, die Straße (Grand Route) von Limoux nach Quillan. Er ließ auch das ehemalige Abtsgebäude aus dem 12. Jahrhundert erweitern. Seither konnte man über eine Steintreppe von der alten Abtei den Synodensaal und die Bibliothek erreichen. Der Bischofssitz mit seinem drei Hektar großen Gärten nimmt heute den Hauptteil des Geländes der ehemaligen Abtei ein.
Während der Säkularisation im Zuge der Französischen Revolution wurde der Bischofspalast durch den Leibarzt des letzten Bischofs erworben. Seine Tochter Elise Dellac heiratete Auguste Saunière, der 18 Jahre Bürgermeister von Alet war. Ihre Nachkommen besaßen das Anwesen bis in die 1950er Jahre. Heute gehört es dem Eigentümer des Hotels Hostellerie de l’Evêché.
Im Dezember 1947 beschlagnahmte die Polizei vier Tonnen in Brunnenschächten versteckte Waffen, die mehrheitlich aus der Zeit der Résistance stammten, und die der PCF nach dem Krieg nicht abgeliefert hatte.

### Wappen
Ein silberner Flug auf azurblauem Grund, darüber ein güldenes Vortragekreuz – zur Stangenwaffe verlängert. Das Ganze oben von zwei güldenen Sternen bewinkelt und unten durch eine silberne Treuhand gestützt.

### Bevölkerungsentwicklung
| Jahr      | 1962 | 1968 | 1975 | 1982 | 1990 | 1999 | 2008 | 2018 |
| --------- | ---- | ---- | ---- | ---- | ---- | ---- | ---- | ---- |
| Einwohner | 526  | 590  | 554  | 543  | 460  | 464  | 406  | 390  |

## Wirtschaft
Kaum eine Mineralwasserquelle in Frankreich wird länger genutzt als jene von Alet-les-Bains. Seit fast 120 Jahren wird das Wasser in Flaschen abgefüllt. Dank eines 300 Meter tiefen Brunnens hat die Quelle eine Kapazität von 400 m³ pro Stunde und ist somit eine der ergiebigsten in Frankreich.
Alet-les-Bains verfügt über ein Kasino, das von der Groupe Omnium betrieben wird. Der Ort zog früher aufgrund seiner Hotels, Thermen, Boutiquen und einer Busverbindung vom Bahnhof zum Zentrum viele Gäste an.
Die Gemeinde verfügt über einen Dolomitsteinbruch am Ortsrand.

## Sehenswürdigkeiten
- Ruinen der Abtei Sainte-Marie, deren Kirche im 14. Jahrhundert zur Kathedrale wurde, der Kapitelsaal geht auf das 14. Jahrhundert zurück; übrig geblieben sind auch Reste des Bischofspalasts. Die Kathedrale steht seit 1862, weitere Teile der Anlage seit 1922 unter Denkmalschutz.[4][5]
- Die Pfarrkirche Saint-André wurde im 19. Jahrhundert restauriert. Sie schließt zwei Kapellen mit ein, wobei die eine auf das Ende des 15. Jahrhunderts und die andere auf das 16. Jahrhundert zurückgeht.[6] Das Gotteshaus steht seit 1922 unter Denkmalschutz.[7]
- Der mittelalterliche mit einer Mauer umgebene Dorfkern.
- Verschiedene Fachwerkhäuser (zum Teil mit Erker) aus den 12. und 14. Jahrhundert stehen seit 1948 unter Denkmalschutz. Sie befinden sich an der Grande-Place, an der Rue Cadène und an der Rue Calvières.
- Thermalquelle, schon von den Römern vor über 2000 Jahren entdeckt und genutzt
- Thermalbad

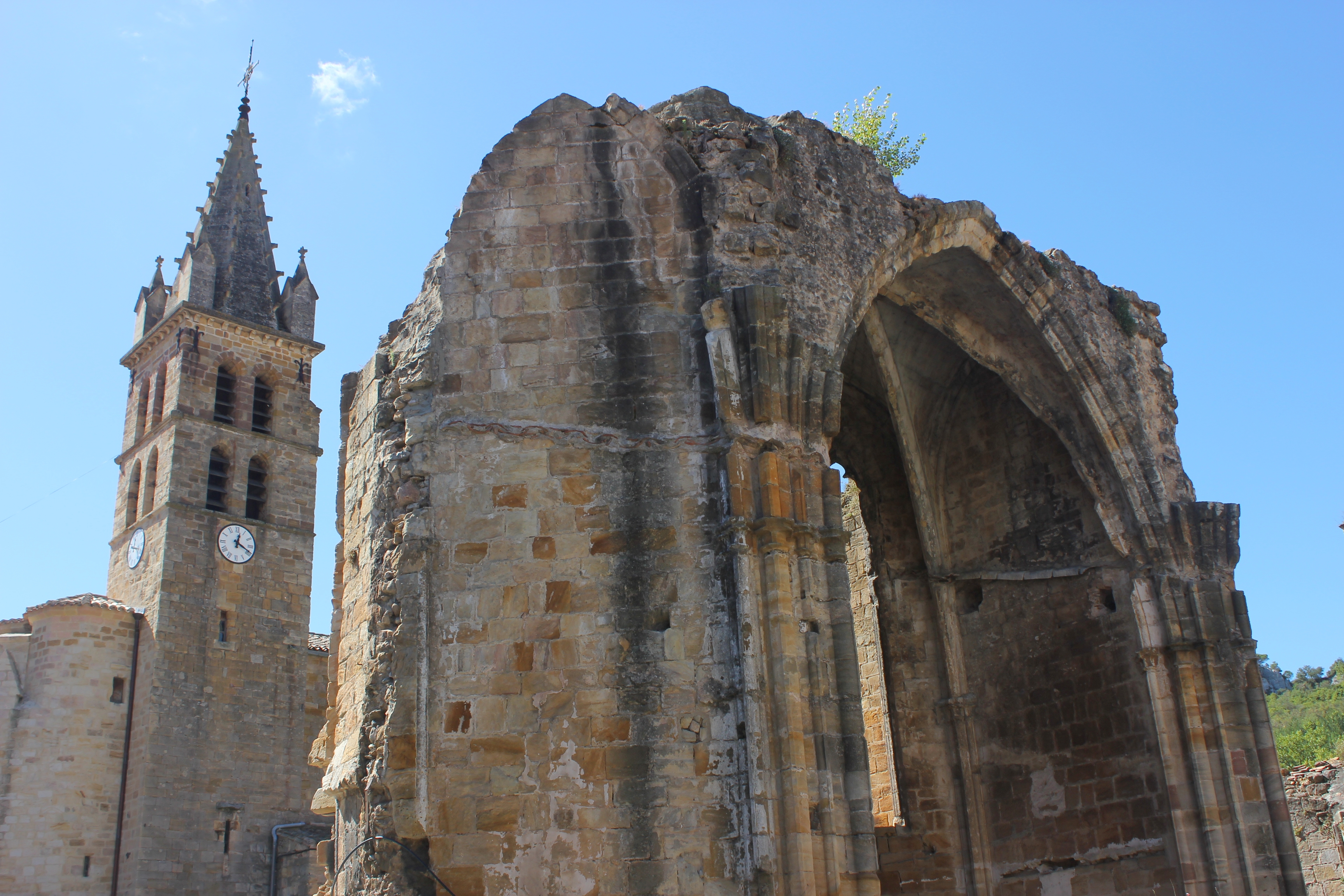
Ehemalige Abtei bzw. Kathedrale
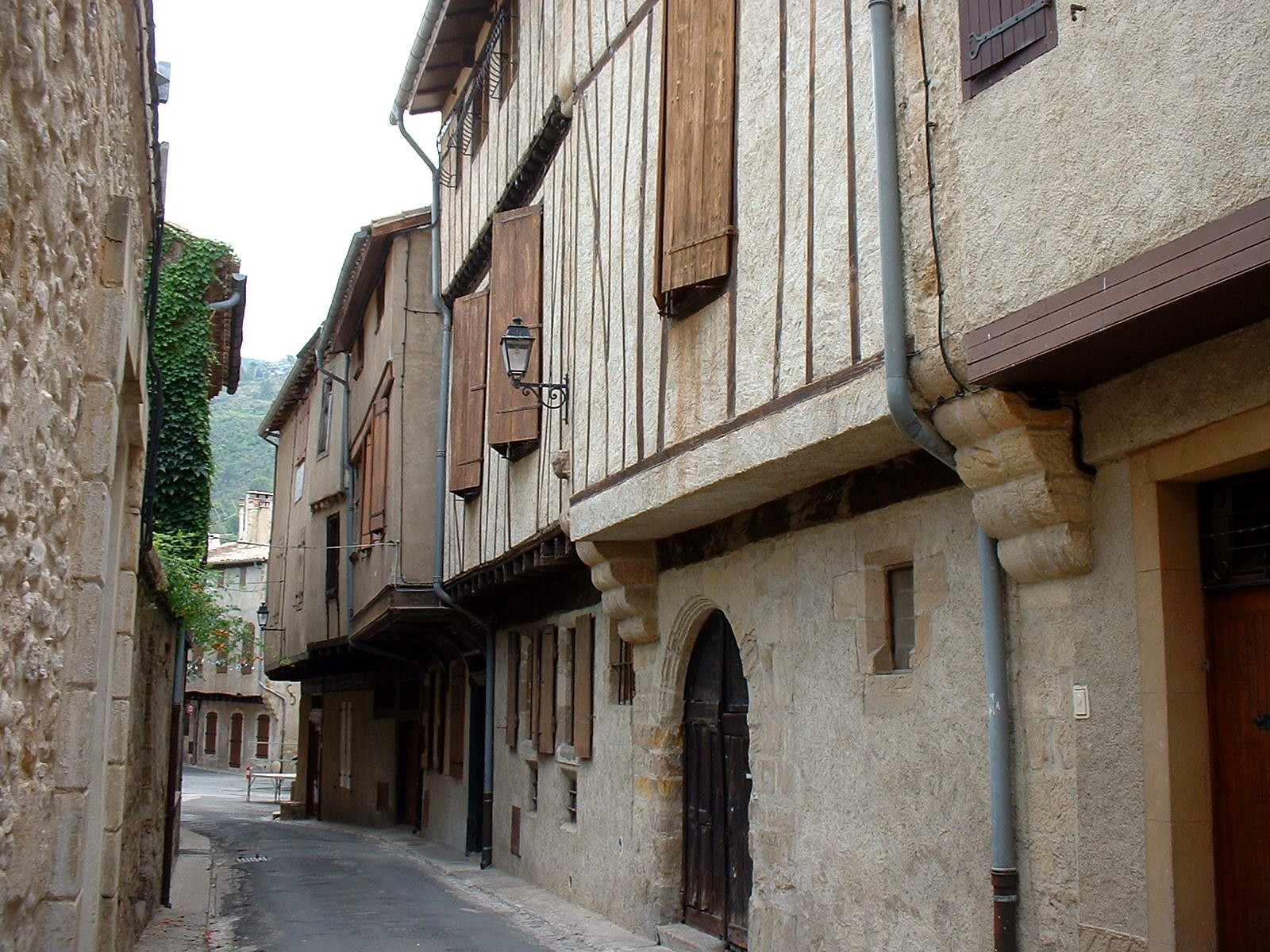
Fachwerkhäuser
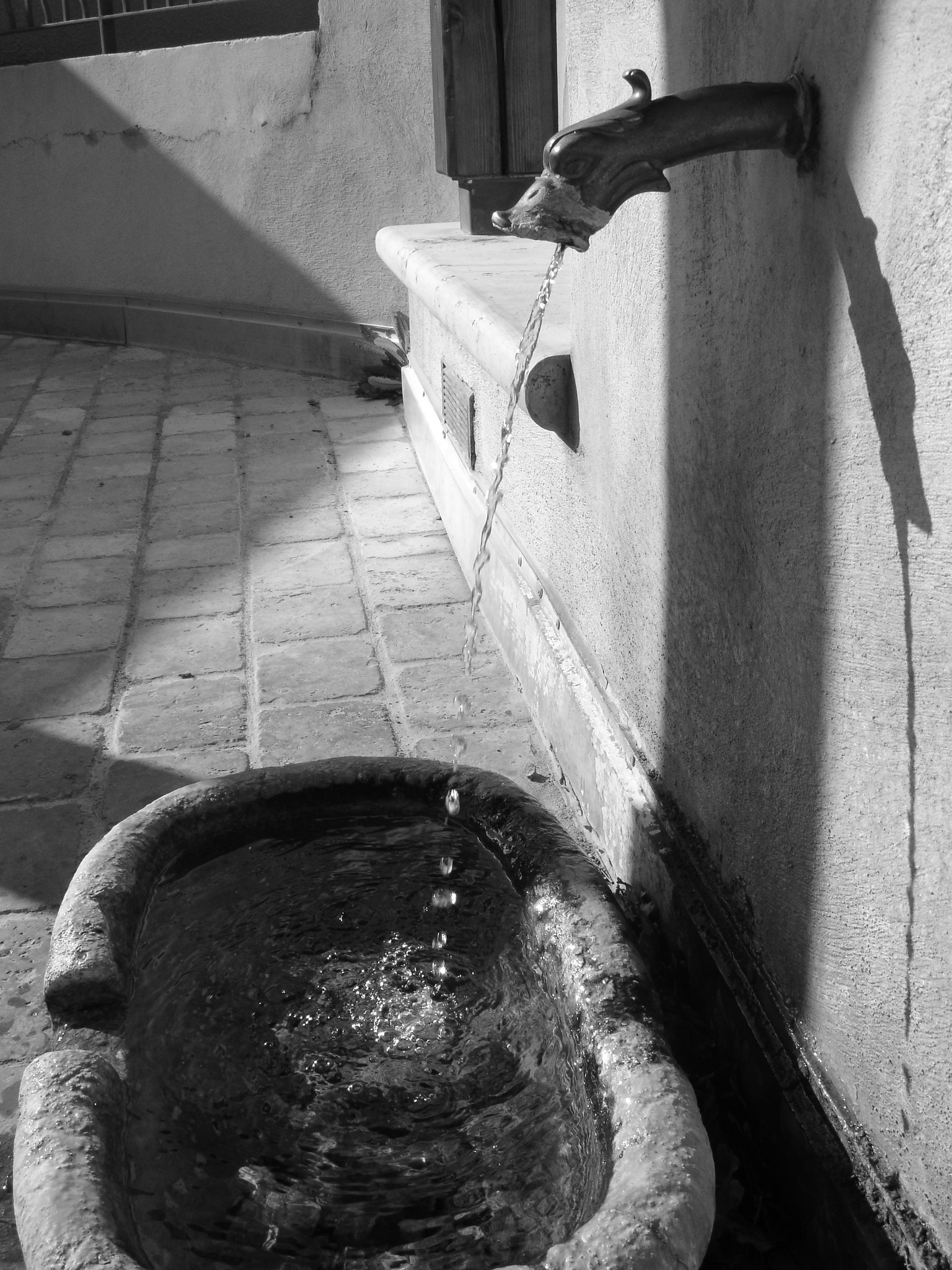
Mineralwasserquelle
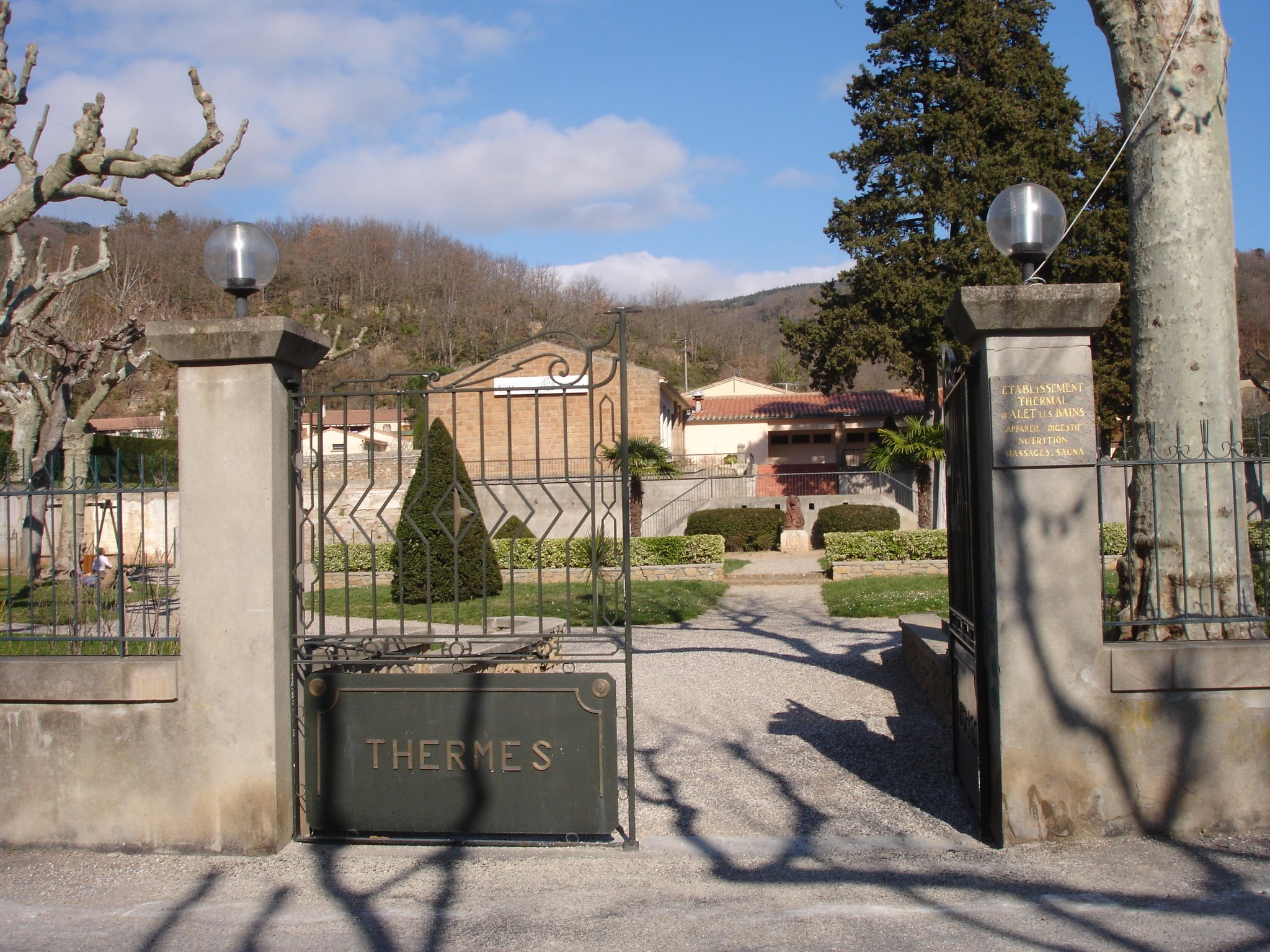
Thermalbad

## Persönlichkeiten
- Nicolas Pavillon, Abt von Alet im 17. Jahrhundert
- Roger Peyrefitte (1907–2000), französischer Schriftsteller und Diplomat, in Alet-les-Bains begraben